# Stig Edqvist
Stig Lars-Erik Edqvist, född 23 september 1948 i Fryksände församling, är en svensk före detta polis. Han är känd för sitt arbete med Palmeutredningen och tsunamin 2004.

## Poliskarriär
Edqvist gick polisskolan 1973 och var reservofficer. Han började på riksmordkommissionen 1981. Han arbetade i 40 år som polis, inklusive som ordningspolis och kriminalpolis i Stockholm och som chef för riksmordkommissionens förhörsenhet och för polisens ID-kommission. 
Han hade också flera internationella uppdrag. Han gjorde i flera omgångar FN-tjänst på Cypern, 1971, 1977 och 1990. Under tre år, fram till 1997, arbetade han vid krigsförbrytartribunalen i Haag med att utreda krigsbrott under Jugoslavienkrigen.

### Palmemordet
Mellan 1997 och 2012 ledde Edqvist polisens spaningsarbete med mordet på statsminister Olof Palme, år 1986. Han efterträdde den långvarige spaningsledaren Hans Ölvebro (som haft jobbet 1988–97) och kom själv att bli kvar på posten i 15 år. Edqvist blev därmed utredningens klart långvarigaste spaningsledare.
– När jag gick in i det här hade jag förhoppningen att vi skulle lösa det, sade han till SvD år 2008. Men det är mycket svårlöst, alldeles för dåligt med teknisk bevisning. Vi har helt enkelt inga misstänkta.
Under Edqvists tid som spaningsledare hade Palmegruppen få medarbetare och många av de inblandade sysslade med andra frågor samtidigt. Hans-Gunnar Axberger menar att arbetet gick på sparlåga och i hög grad handlade om sekretessprövning, arkivering, och liknande uppgifter, för att hålla utredningen igång.
Utredningen lades ner 2020.

### Identifieringsarbete
Parallellt med arbetet i Palmeutredningen ledde Edqvist polisens ID-kommission, från 1998. Han fick flera gånger leda identifieringen av brotts- och katastrofoffer utanför Sverige, bland annat vid flygolyckan i Milano 2001 och efter terrordåden på Bali 2002. 
Under 2004–5 lånades personal från Palmegruppen ut för att bistå i arbetet med tsunamikatastrofen i Indiska oceanen, där 543 svenskar omkommit. Edqvist ledde identifieringen av de döda kroppar som återfunnits, och gruppen kunde i slutändan identifiera alla utom 16 personer. Han har beskrivit uppdraget som mycket tungt och psykologiskt påfrestande och sade till Göteborgs-Posten att han "tog slut" efter fyra månader. År 2008 medaljerades Edqvist av kung Carl XVI Gustaf för sitt arbete med katastrofen.
Han blev 2010 medlem i Interpols styrgrupp för katastrofofferidentifiering.
År 2012 arbetade han i Kosovo med EU-insatsen EULEX, som syftade till att stödja det lokala rättsväsendet. Han gick därefter i pension. År 2020 gav Edqvist ut en roman, Livets vindar.

## Utmärkelser
- Kunglig medalj, åttonde storleken i serafimerordens band, 2008[13]